# Pelly Crossing
Pelly Crossing è una località del Canada, situata nello Yukon.